# Regina Plañiol
María Regina Plañiol de Lacalle (Madrid, 20 de març de 1959) és una política espanyola. Diputada de les vuitena, novena i desena legislatures de l'Assemblea de Madrid, va ser consellera de Presidència i Justícia de la Comunitat de Madrid entre juny de 2011 i setembre de 2012, dins el tercer govern regional d'Esperanza Aguirre. És membre del Partit Popular, de l'organització regional del qual a Madrid és presidenta de la Comissió Regional d'Estudis de Família i Assumptes Socials.

## Biografia
Va néixer a Madrid en 1959 el 20 de març de 1959. Advocada, és llicenciada en Dret per la Universitat Complutense de Madrid en 1981. Ha desenvolupat la seva activitat professional en la branca de Recursos Humans en empreses com a Metro de Madrid, on va ser Cap de Servei de Personal, en AXA com a Directora General i Membre del Comitè de direcció i en Argentaria i BBVA com a Directora General Adjunta i Directora de Recursos Humans i d'Organització.

### Vida personal
Resideix actualment a Madrid, on va establir la seva residència al costat del seu marit Fernando, amb el qual porta 28 anys de matrimoni. Té 3 fills.

### Activitat Política
Ha estat viceconsejera de Família i Assumptes Socials al Govern d'Aguirre durant les dues últimes legislatures. En el Partit Popular és membre del Comitè Executiu Regional i presidenta de la Comissió Regional d'Estudis de Família i Assumptes Socials.
És diputada de l'Assemblea de Madrid des de 2007, i des de juny de 2011 fins a setembre de 2012 va ser Consellera de Presidència i Justícia de la Comunitat de Madrid.
El 21 de gener de 2016 va jurar de nou el càrrec de diputada de l'Assemblea de Madrid en substituir a Antonio González Terol.
Pertanyent a un grup de parlamentaris habitualment identificat amb el sector més conservador del PP i considerada pròxima a les posicions de Hazte Oír, al març de 2016 es va absentar en la votació parlamentària per a la proposició no de llei per a la regulació de la gestació subrogada, trencant la disciplina del seu grup parlamentari (al costat d'altres dos diputats: Luis Peral Guerra i David Pérez García) i impedint l'aprovació de la iniciativa.